# Чемпионат Европы по борьбе 1907
В 1907 году прошло два неофициальных чемпионата Европы по борьбе. Первый состоялся в апреле в Копенгагене (Дания), его участники состязались в трёх весовых категориях; второй прошёл в сентябре в Вене (Австро-Венгрия). Участники боролись по правилам греко-римской борьбы.

## Турнир в Копенгагене
| вес         | Золото            | Серебро                | Бронза          |
| ?           | Карл Йенсен       | Сёрен Йенсен           | Хельго Наменсен |
| до 85 кг    | Густаф Мальмстрём | Артур Петерсен-Клайтон | Аксель Хансен   |
| свыше 85 кг | Эдвард Сёренсен   | Харальд Кристенсен     | Роберт Беренс   |

## Турнир в Вене
| вес | Золото     | Серебро     | Бронза         |
| ?   | Антон Шмиц | Франц Золар | Ульрих Геммель |